# Kempleng
Kempleng is een bestuurslaag in het regentschap Kediri van de provincie Oost-Java, Indonesië. Kempleng telt 3587 inwoners (volkstelling 2010).